# 殮房

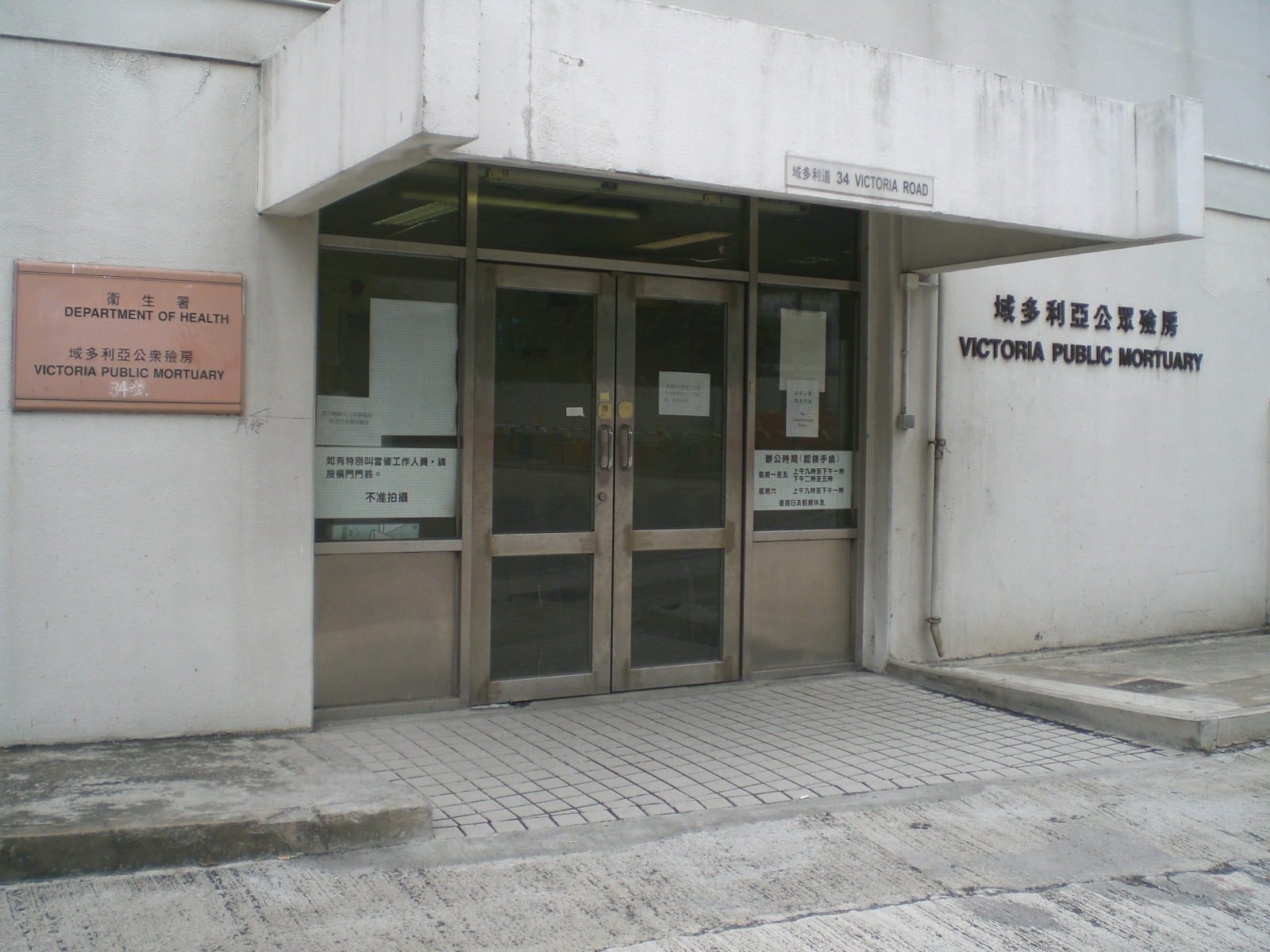
香港西環域多利亞公眾殮房

太平間，又稱停屍房、入殮房、陳屍所、往生室，是醫院、殯儀館或地區停放遺體的場所。可能是一間房、一層樓，或一幢獨立的大樓。除了中東地區因伊斯蘭教習俗大多在24小時內下葬，其他地區在一個人死亡之後，遺體很少立即火化或下葬，而是會在殮房停放上至少兩、三天，原因有很多，如：給予後人有充足的時間安排葬禮儀式、確定死者不是假死才下葬、死者身份不明，需要家屬認屍或DNA指紋分析、因為死因不明，家屬要求病理學醫師驗屍、警方需要死因調查、當地風俗要求特別手續，如僵化或屍體防腐等等。

## 各地太平間

### 香港
香港有部分醫院的殮房附設有小禮堂供先人出殯之用，比如說廣華醫院的「追思堂」殮房的停屍間有些是設有雪櫃的，以避免遺體在室溫下腐敗。

### 臺灣
於台灣，如果人是在醫院往生，幾乎大部份的大型醫院的地下室都有整層的太平間，並提供宗教錄音帶助念的服務。大部份遺體按台灣喪葬習俗放置在太平間的助念室助念八個小時滿之後，往生者的家屬就會將往生者的遺體運回家中開始準備後事，或者是委託禮儀公司派禮儀師來協助家屬開始準備後事。如果人是在外面往生，大部份的家屬會直接將往生者的遺體運送到殯儀館存放到冰櫃裡。如果是在家裡往生，都市地區的家屬大部份會直接將往生者的遺體運送到殯儀館存放到冰櫃裡，鄉下地區的家屬大部份會聯絡禮儀公司送冰櫃到家中來存放遺體。

## 参閱
- 验尸
- 殡仪馆
- 火葬场